# حكي
حكي هي قرية في مقاطعة أرومية، إيران. يقدر عدد سكانها بـ 611 نسمة بحسب إحصاء 2016.